# Most (teoria grafów)
Most – krawędź grafu spójnego, której usunięcie z grafu rozspójnia go.
Według innej definicji mostem jest krawędź, której usunięcie zwiększa liczbę spójnych składowych grafu.

## Właściwości
- Jeśli e jest mostem grafu płaskiego G, to e leży na brzegu dokładnie jednej ściany G.